# Korea (film 1952)
Korea è un film del 1952 diretto da Lamberto V. Avellana e sceneggiato da Benigno Aquino Jr., con protagonista Jaime de la Rosa.
Considerato un film perduto, è parzialmente ispirato alle esperienze del soldato filippino Boni Serrano nel corso della guerra di Corea. Si tratta inoltre della seconda delle tre pellicole prodotte dalla LVN Pictures per promuovere la propaganda anticomunista del governo filippino in quegli anni: le altre due furono Kontrabando (1950) e Huk sa bagong pamumuhay (1953).

## Produzione
Il film fu sceneggiato dal giovane giornalista e futuro senatore Benigno Aquino Jr., allora corrispondente per il The Manila Times nel corso della guerra di Corea.

## Riconoscimenti
- 1952 - Premio FAMAS
  - Candidatura per il miglior film alla LVN Pictures
  - Candidatura per la miglior sceneggiatura a Benigno Aquino Jr.
  - Miglior attrice non protagonista a Nida Blanca
  - Miglior attore non protagonista a Gil de Leon